# Ладани, Анна Михайловна
А́нна Миха́йловна Ла́дани (1914—1988) — звеньевая колхоза имени Ленина Мукачевского района Закарпатской области, Украинская ССР.
Дважды Герой Социалистического Труда (1949, 1958).

## Биография
Родилась 14 декабря 1914 года в селе Великие Лучки на территории Австро-Венгрии (ныне в Мукачевском районе Закарпатской области Украины).
Работала с 1947 года звеньевой колхоза имени Ленина Мукачевского района Закарпатской области Украинской ССР. В звене Анны Михайловны получали высокие урожаи подсолнечника и кукурузы.
Член КПСС с 1950 года. Делегат XXII съезда КПСС и XXI—XXIV съездов Компартии Украины, Член Ревизионной комиссии ЦК КПУ (1956—1971). Депутат Верховного Совета Украинской ССР 1—7-го созывов.

## Награды
- Дважды Герой Социалистического Труда:
  - 28.02.1949 — за высокие урожаи подсолнечника (26 ц/га на площади 10 га)
  - 26.02.1958 — за успехи в развитии сельского хозяйства (получила урожайность кукурузы 102 ц/га на площади 15 га).
- Награждена 2 орденами Ленина, орденом Трудового Красного Знамени, медалью «За трудовую доблесть», а также золотыми и серебряными медалями ВСХВ.

## Память
- На родине А. М. Ладани установлен бронзовый бюст[3].
- Об Анне Ладани была написана книга:
  - «Зеленое море». Сорока Борис, Документальная повесть, Пер. с украинского, М., Детгиз, 1961 год.